# شبكة أبحاث العولمة والمدن العالمية

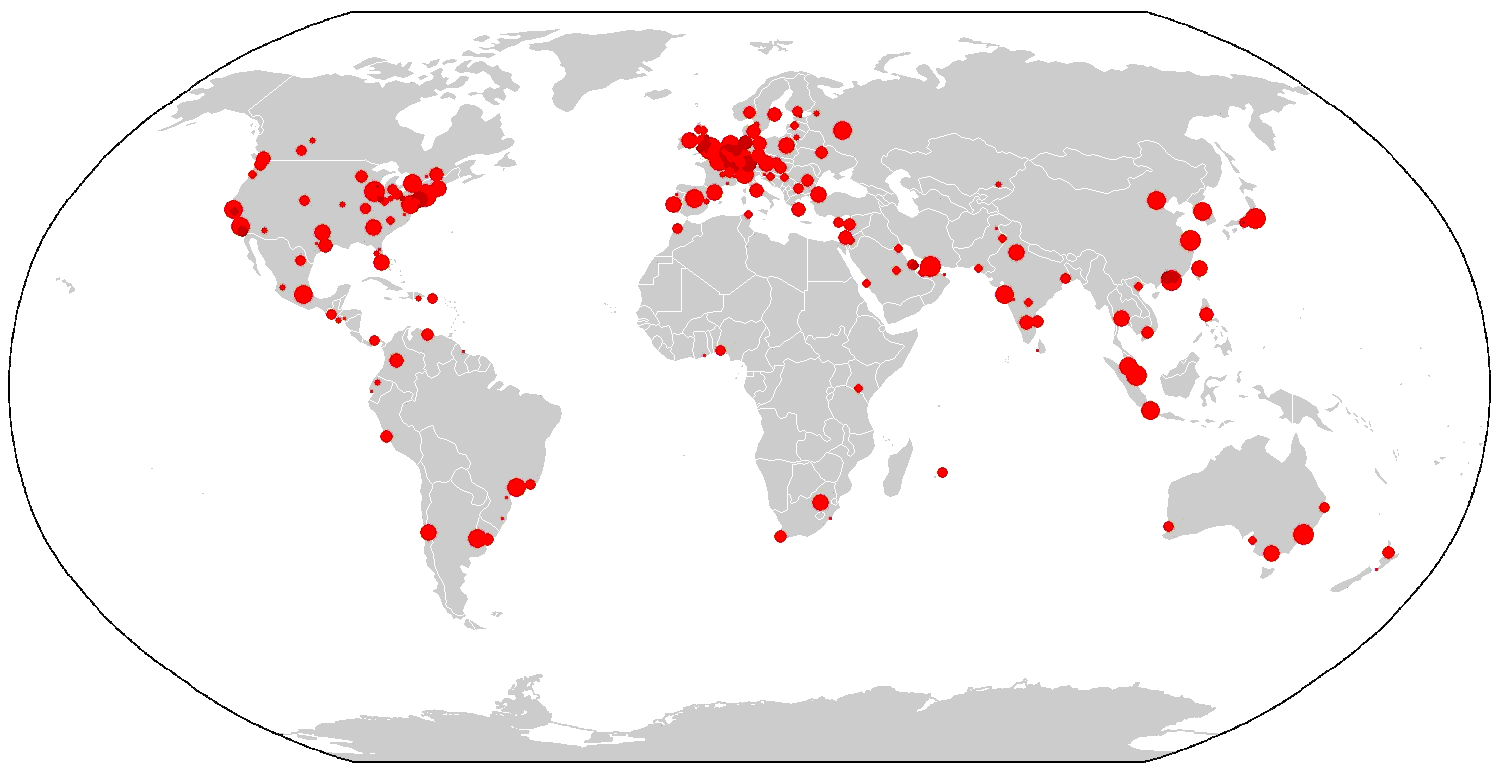

شبكة بحث المدن العالمية والعولمة (بالإنجليزية: Globalization and World Cities Research Network) ويتم اختصارها إلى شبكة بحث المدن العالمية والعولمة.
تعتبر الشبكة أكبر مخزن بيانات في قسم الجغرافيا في جامعة لوبورو في المملكة المتحدة «إنجلترا»، حيث تقوم الشبكة بدراسة العلاقات بين المدن العالمية وعلاقتها بالعولمة، من حيث تاريخ المدينة والأثار بداخلها وربط ذلك بتاريخ المعاصر.

## التأسيس
تأسست شبكة بحث المدن العالمة والعولمة "GaWC" بواسطة بيتر جي تايلور في عام 1998، واشتهر تصنيفها للمدن العلمية على حسب المستويات الاتيه (ألفا وبيتا وغاما) واستندت تلك المستويات حسبما ذكرت الجامعة إلى ترابط التصعيد الدولى.

## الموقع الرسمى
- الموقع الرسمى للشبكه: GaWC